# Sajósárvári református templom
A sajósárvári református templom műemlékké nyilvánított templom Romániában, Beszterce-Naszód megyében. A romániai műemlékek jegyzékében a BN-II-m-A-01715 sorszámon szerepel.